# BIKI
BIKI es un servicio de alquiler de bicicletas públicas que se implantó en la ciudad de Valladolid el 1 de febrero de 2023, promovido por el Ayuntamiento de Valladolid y explotado por AUVASA. El servicio cuenta con 97 estaciones repartidas por la ciudad.

## Tarifas
| Suscripción | Anual    | Ocasional | Trayecto 30min                   |
| ----------- | -------- | --------- | -------------------------------- |
| Eléctricas  | 40€ /año | 6€ /mes   | 0,45€ eléctrica - 0,25€ mecánica |
| Mecánicas   | 10€/ año | 4€ /mes   | 0,25€ mecánica - 0,75€ eléctrica |

| Bonos      | Anual | Ocasional | Trayectos 30min | 30min adicionales |
| ---------- | ----- | --------- | --------------- | ----------------- |
| Eléctricas | 265€  | 28€ /mes  | Gratis          | 0,45 €            |
| Mecánicas  | 130€  | 16€ /mes  | Gratis          | 0,25 €            |

## Condiciones de uso
- La persona usuaria tendrá acceso a las bicicletas que estén en uso y disponibles en el sistema.[1]

- El procedimiento para retirar, utilizar y devolver una bicicleta de la estación del sistema es el que se describe a continuación:
  - La persona usuaria deberá identificarse y validar correctamente que es abonada del sistema mediante:
    - La lectura del QR de la bicicleta.
    - La lectura en la propia estación de la Tarjeta de Servicios Municipales validada y ligada en la app o web de BIKI a un usuario/a.
    - Introduciendo el código existente bajo el QR de la bicicleta en la app “BIKI”.
    - Seleccionando en el plano de la app “BIKI” la estación en la que la persona usuaria quiere recoger la bicicleta e introducir en el teclado del elemento de anclaje el código que se obtiene en la app y poder así retirar la bicicleta.

- En el momento de retirar la bicicleta de la estación en la que está anclada, la persona usuaria queda obligada a comprobar el perfecto estado de todos sus elementos y, en concreto, el estado de los frenos, de las luces, el cambio de marcha, la sujeción correcta de todos los elementos móviles de la bicicleta y podrá ajustar el asiento para adecuarlos a su altura.

- Si al retirar la bicicleta, la persona usuaria comprueba que hay algún elemento de la misma que no funciona correctamente, deberá devolverla en un tiempo máximo de 3 minutos, permitiendo al sistema coger otra bicicleta sin esperar los 10 minutos entre cada uso. Una vez anclada la bicicleta que no funciona correctamente, la persona usuaria dispondrá de 20 segundos para pulsar el botón con el símbolo de la llave inglesa en color rojo ubicado en la parte superior del anclaje, de manera que la bicicleta quede bloqueada.

- En todo caso, la persona usuaria se obliga a verificar por la app la correcta devolución de la bicicleta averiada (en el específico apartado de viajes: “historia de viajes” deberá aparecer el viaje recién terminado con principio y fin de trayecto). La persona usuaria será la responsable, en todo caso, de que la bicicleta quede devuelta de forma adecuada al sistema, de acuerdo con el procedimiento especificado.

- Una vez retirada la bicicleta, la persona usuaria tendrá derecho a hacer uso de la misma según las modalidades y condiciones establecidas en la página web, APP y presente documento.

- Después de utilizar la bicicleta, la persona usuaria tiene que devolverla en la estación más cercana a su destino, no pudiendo dejarla suelta en la calle.

- Debe acercar la bicicleta a un anclaje disponible (sin luz roja) en la estación, empujar hasta que la estación la detecte (la bicicleta) y esperar la confirmación del anclaje (luz verde).

- En caso de no haber un anclaje disponible en la estación, acercándose a la misma, podrá informar en la APP que la estación está llena. En este caso el sistema le ofrecerá ampliar el tiempo en 10 minutos extra para devolver la bicicleta en la estación más cercana. En la misma APP podrá ver las estaciones más cercanas donde puede encontrar un espacio disponible para dejar la bicicleta.

- Entre cada uso de una misma persona usuaria deberán transcurrir como mínimo 10 minutos.

- Cada persona usuaria no podrá extraer del sistema más de una bicicleta por cada viaje.Vehículos de mantenimiento usados en el servicio de alquiler de bicicletas públicas de Valladolid BIKI de AUVASA.

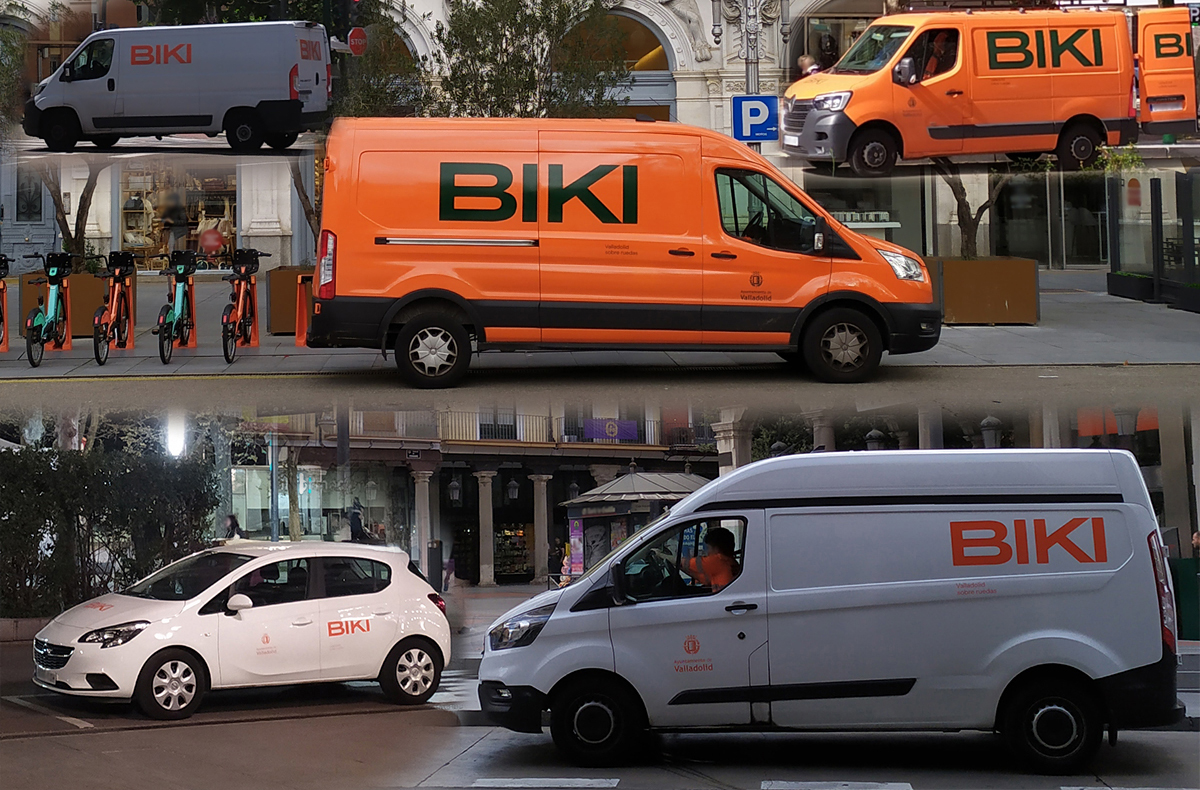
Vehículos de mantenimiento usados en el servicio de alquiler de bicicletas públicas de Valladolid BIKI de AUVASA.

## Bicicletas y estaciones
Existirán alrededor de 950 bicicletas repartidas por las 97 estaciones presentes en la ciudad. Las bicicletas están numeradas y tienen un diseño atractivo y característico con el fin de evitar robos. 

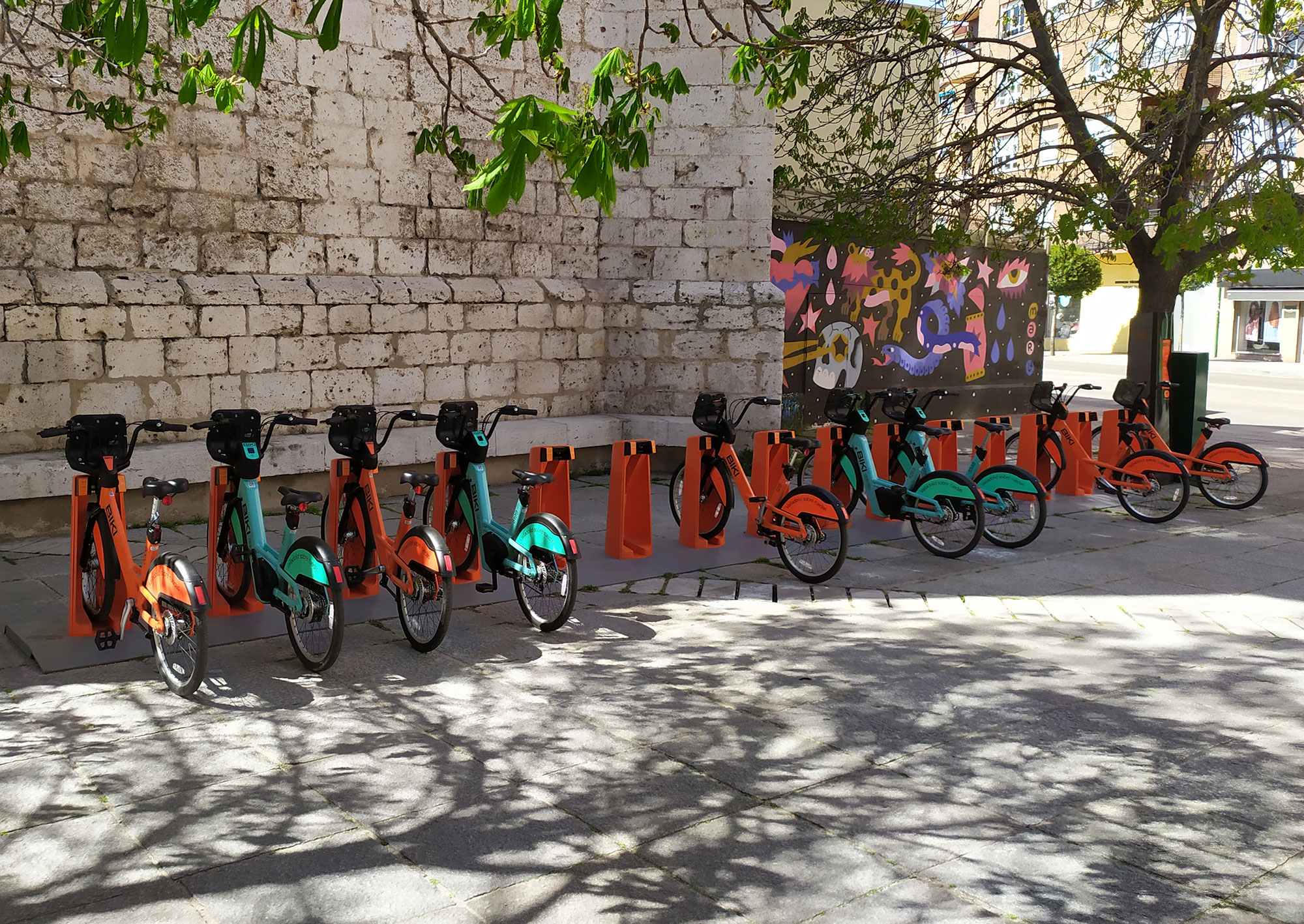
Punto de alquiler de bicicletas Biki en la calle Cadenas de San Gregorio.

Las bicicletas disponen de los siguientes elementos de seguridad: 
- Alumbrado de luces delanteras y traseras con dinamo integrada.
- Frenos de tambor delanteros y traseros integrados en los cubos de las ruedas.
- Timbre.

Las bicicletas disponen de las siguientes prestaciones complementarias: 
- Ajuste de sillín en altura
- Cesta delantera